# Dichtungsteppich
Der Dichtungsteppich ist eine flächenhaft aufgebrachte Schicht aus natürlichen oder künstlichen Baustoffen mit geringer hydraulischer Durchlässigkeit. In der Natur bildet abgelagerter Lehm auf dem Grund eines Gewässers einen Dichtungsteppich und vermindert dadurch die Versickerung von Wasser in den Untergrund.
Als Dichtungselement kommt der Dichtungsteppich beim Damm- und Deichbau zum Einsatz, wenn der Untergrund eine zu hohe Durchlässigkeit aufweist. Vor dem Stützkörper auf der Sohle aufgebracht, bisweilen auch bis in die Böschung hinaufgezogen, verlängert er den Weg einer Sickerströmung unter dem Bauwerk und schützt den Dammfuß. Dadurch wird die Unterläufigkeit und der Wasseranfall auf der Luftseite verringert. Dies reduziert die hydraulische Belastung auf den Damm-/Deichkörper und gewährleistet damit dessen Standsicherheit. Die erosionsfeste Lehmschicht sollte etwa zehn Zentimeter pro Meter Stauhöhe aufgetragen werden. Die in den 1970er Jahren verwendeten Kunststofffolien haben sich nicht bewährt, sodass im Regelfall natürliche Baustoffe zum Einsatz kommen.